# Lebende Buddhas
Lebende Buddhas ist ein deutscher Spielfilm aus den Jahren 1923/24. Regie führte Paul Wegener, der neben Asta Nielsen auch die Hauptrolle spielte.

## Handlung
Der britische Geograph Prof. Campbel und sein Landsmann, der Sprachwissenschaftler Dr. Smith, sind auf Expeditionsreise in Zentralasien, wo sie ihre Studien vertiefen wollen. Kurz vor dem Abschluss ihrer Forschungen wollen sie aber noch ein Heiligtum besuchen. Es ist ein abgelegener Ort, in dem man der Göttin Kurukulle, der zu Ehren gerade ein großes Fest vorbereitet wird, huldigt. Tibetanische Mönche eskortieren eine auserlesene Zahl junger, festlich geschmückter Menschen, die der Göttin geopfert werden sollen. Der ebenfalls angereiste Große Lama, die Inkarnation Buddhas, ist bereit, den Fremdlingen aus dem fernen Europa Zugang zum Heiligtum zu gewähren, wenn die beiden Wissenschaftler versprechen, ihr Quartier nicht zu verlassen und den Ablauf des grausamen Rituals nicht zu stören.
Als die beiden Männer in ihr Quartier gebracht werden sollen, sehen sie eine festlich geschmückte Frau, offensichtlich als ein weiteres Opfer auserkoren, die im Moment des Blickkontakts offensichtlich um Hilfe fleht. Smith schlüpft daraufhin in die Verkleidung eines Tibeters und kann so unerkannt in die Tempelanlage vordringen. Die Festlichkeiten sind in vollem Gange, lautstark und ekstatisch bewegen sich die Teilnehmer so, als würden sie unter einem magischen Zauber stehen. Dann liest jemand aus einer Schriftrolle, der Sutra, um damit das Opferritual einzuleiten. Smith sieht die festlich geschmückte Frau und kann ihr, die als Nächste diesem grausamen Ritual zum Opfer fallen soll, bei der Flucht helfen. Doch als er in wissenschaftlicher Neugier tief in die Abläufe der Opferzeremonie einzudringen versucht, erkennen die Einheimischen rasch, dass es sich bei dem Unwissenden um einen Fremdling handeln muss. Auf diesen Frevel steht der Tod, und die buddhistischen Krieger schießen mit Pfeilen auf ihn. Getroffen sinkt Smith zu Boden. Die junge Frau flieht und berichtet Smiths Kollegen Campbel von den schrecklichen Geschehnissen der vergangenen Nacht.
Smith hat trotz seiner Verwundungen überlebt und wird von dem Großen Lama vor seinen eigenen Anhängern geschützt. Der weise Mann befürchtet, dass, wenn Smith den von den eigenen Leuten geforderten Tod erleidet, die britische Kolonialmacht sicherlich eine blutige Strafaktion durchführen wird. Um das Wissen der Zeugen zu eliminieren, entsendet der Große Lama seinen Adepten Jeb-sun, um Campbel und der geflohenen Frau zu folgen. Des Lamas magische Kräfte können die Fliehenden rasch orten, und der Anführer des Göttinkults vermag sogar jedwede Erinnerung der Tibetanerin an das Erlebte komplett zu löschen. Des Lamas gelehriger Schüler soll den genesenden Smith indes auf seiner Heimkehr nach Europa begleiten – nicht jedoch aus Fürsorge, sondern weil die von Smith entwendete Schriftrolle mit dem Opferritual zurück in die Hände der Buddhaanhänger kommen soll. Daheim in London drängt Campbel den Sprachwissenschaftler zur eiligen Übersetzung des Textes, doch Dr. Smith steht bereits teilweise unter dem Bann des Großen Lamas und will das Schriftstück so schnell wie möglich dem Besitzer zurückgeben.
Inzwischen ist auch der Große Lama in London angekommen und beordert seinen gelehrigen Schüler Jeb-sun zu sich. Ganz großer Zauberer, entschwindet der Große Lama dank blanker Spiritualität, verliert seine Körperlichkeit und integriert sich als Figur in ein Tempelgemälde. Der junge Lama rollt dieses Bild ein, um es als Danaergeschenk den arglosen Wissenschaftlern zu überreichen. Smith und das tibetanische Mädchen ahnen jedoch nichts Gutes, als sie das Figurenarrangement auf der Leinwand sehen. Dann aber greift der Große Lama in die große Trickkiste und löscht wie mit Zauberhand mittels Feuer und Wind die Schriftzeichen auf der Ritualrolle. All die Übersetzungsarbeit Smiths scheint dahin, und enttäuscht bricht dieser zusammen. Während Campbel einen Arzt holen will, nimmt die Macht des Lamas über Smith immer heftigere Formen an. Nur mühsam kann sich der Engländer dagegen erwehren, von der Figur im Bild gänzlich in seine Fänge gelockt zu werden. In einem letzten Aufbäumen zerfetzt er das Bild. Dann findet er sich zuhause wieder. Die Schriftrolle ist fort, die Tibeterin ebenfalls, und der mit Medizin aus der Apotheke herbeieilende Diener bestätigt ihm, „den asiatischen Herrschaften soeben auf der Straße begegnet“ zu sein.

## Produktionsnotizen
Die Dreharbeiten zu diesem technisch überaus aufwendigen Film begannen bereits 1923 und zogen sich bis Anfang 1924 hin. Die Erstzensur vom 28. März 1924 brachte ein Jugendverbot, die Uraufführung fand am 12. Mai 1925 im Theater am Nollendorfplatz statt. Die gegenüber der Erstzensur 1924 gekürzte Fassung von 1925, die schließlich in die Kinos gelangte, war um sechs Minuten kürzer. Der Zensurtitel Götter von Tibet wurde bei Lebende Buddhas auch als Zweit- bzw. Untertitel eingesetzt.
Für Paul Wegener war dieser Film, den er auch mit seiner soeben gegründeten Firma produziert hatte, seine vorläufig letzte Regie. Die enormen Produktionskosten, die durchwachsene Kritik und die schwache Resonanz beim Publikum machten weitere Inszenierungen des Schauspielers zu Stummfilmzeiten unmöglich. „Der unter riesigem Aufwand in der Zeppelinhalle Staaken produzierte Film wird ein finanzielles Desaster und bleibt zugleich der einzige seiner Firma und der letzte, den er in der Multifunktion als Autor-Regisseur und Darsteller realisiert.“ Erst ein Jahrzehnt später – der Tonfilm hatte sich längst durchgesetzt – begann Wegener wieder Filme zu inszenieren.
Die Filmbauten stammen von dem berühmten Berliner Architekten Hans Poelzig, die von Botho Höfer ausgeführt wurden. Walter Ruttmann animierte die Spezialsequenzen. Berthold Held, ein Jugendfreund Max Reinhardts, war Produktionsleiter, Berti Rosenberg entwarf die Kostüme.

## Kritiken
Der ambitionierte Film des großen Asienliebhabers Wegener hinterließ einen zwiespältigen Eindruck:
Heinz Michaelis schrieb 1925 im Film-Kurier: „Der Name Paul Wegener bedeutet für den deutschen Film mehr als eine einmalige – in Stärken und Schwächen einmalige – künstlerische Individualität. Er bedeutet eine Idee, die Idee des reinen, konzessionslosen Filmkunstwerks. (…) Um so schmerzlicher ist es, ihm dieses Mal sagen zu müssen, daß hier das gestaltende Kunstwerk hinter dem Gestaltungswillen zurückbleibt. Wir wissen, daß für Wegener der phantastische Film die eigentliche Sphäre der Filmkunst bedeutet. Die Mystik ist das Gebiet, auf das er den Film am liebsten beschränkt wissen möchte. (...) Den Künstler Wegener reizte es, die Geheimnisse der Religionen Indiens in einem Märchen zu gestalten, und es wäre ihm vielleicht restlos gelungen, wenn nicht der Ethnologe Wegener ihm das Konzept verdorben hätte. Was auf diese Weise entstanden ist, ist im Grunde ein erotischer Lehrfilm, der von einem Künstler konzipiert ist. (…) Einzelne Gestalten haften in Erinnerung: Da ist vor allem der Großlama von Wegener selbst: eine Gestalt, die Erinnerungen an seinen Holofernes in Hebbels "Judith" heraufbeschwört. Ein Götze, freilich mehr tartarischen als indischen Gepräges. Sein Blick hat die Magie, die der Film als solcher vermissen läßt. Ausgezeichnet in der Geschlossenheit der Durchführung ist Gregory Chmara als junger Lama. Ein mönchischer Fanatiker des Ostens, hinter einer starren Maske, läßt er die Glut religiöser Beflissenheit ahnen. Herrlich endlich Asta Nielsen in der Verstörtheit des Opfertieres, wie in der Gestaltung des somnambulen Zustandes.“
Dr. Mendel resümierte in der Lichtbild-Bühne: „Ein literarisch und filmisch hochinteressantes Experiment bleibt Paul Wegeners letztes Opus auf jeden Fall, selbst wenn man sich mit dem fertig vorliegenden Resultat nicht restlos einverstanden erklären will. Man muß das künstlerische Bestreben Wegeners hoch anerkennen, der im Film vor allem einmal das Medium sieht, Phantastik und Symbolik zu vermitteln. Der Stoff, den er und sein Berufskollege Hans Sturm dieses Mal bearbeitet haben, läßt nun üppig wuchernder Phantasie und exotischer Fremdheit nichts zu wünschen übrig. (…) Eine Fülle religiöser Wunder, großenteils auf Suggestion und Hypnose beruhend, gibt nun dem Kameramann prächtige Gelegenheit zu Beweisen seiner Trickkünste. – Dieser Stoff barg also rein Filmisches in solcher Menge in sich, daß seine Wirksamkeit eigentlich gesichert erschien, zumal er auch nebenbei schöne Belehrung über Land, Leute und Kultur des "verbotenen Landes" hätte vermitteln können. Leider ist den Verfassern aber die blühende Phantasie durchgegangen; sie mengen die grundverschiedenen Kulte des hochethischen Buddha in Tibet und der roh-grausamen Bhawani in Indien so bunt durcheinander, daß der kulturelle Wert fast vernichtet wird. (…) Besonders wer das Gruseln lernen will, wird durchaus auf seine Kosten kommen: Auch an der Ausstattung mit echten Kostümen und Requisiten sowie an bewegten Massenszenen kann man ehrliche Freude haben. Dagegen schleppt das Tempo, häufen sich Flüchtigkeiten der Logik und – leider muß es gesagt sein – der Photographie, die ein innerliches Mitgehen mit der phantastischen Handlung unmöglich machen, die manche Traum- und Wunderszenen sogar beinahe an die Grenze leiser Komik brachten.“